# Slikken
Slikken (Lat.: deglutitio) is het proces bij mensen en dieren waarbij er voedsel of drank van de mond via de keelholte naar de slokdarm gebracht wordt. Hierbij sluiten het strotklepje en de huig respectievelijk de luchtpijp en de neusholte af.
Het slikken wordt bij de mens bepaald door de slikreflex.

## Bij de mens

### Coördinatie en controle
Eten en slikken zijn activiteiten waarbij meerdere neurologische centra, zenuwen en spieren zijn betrokken. Het geheel verloopt in drie fasen: een orale (in de mond), een faryngeale (in de keelholte) en een oesofageale (in de slokdarm).
Elke fase wordt door een verschillend neurologisch mechanisme bestuurd. De orale fase is geheel willekeurig en wordt vooral gecoördineerd door de mediale temporale kwab en het limbische systeem van de hersenschors met bijdragen van de motorische cortex en andere centra in de hersenschors.
De faryngeale fase wordt aangezet door de orale fase en wordt op haar beurt gecoördineerd door het slikcentrum in het verlengde merg en de pons. De reflex wordt opgewekt door sensoren in de keelholte als de voedselbrok daarnaartoe wordt geduwd door de tong.
Slikken is een mechanisme waarbij zowel willekeurige skeletspieren, de tong, als gladde spieren van de keelholte en slokdarm worden gebruikt. De faryngeale en oesofageale fasen worden door het autonome zenuwstelsel aangestuurd.

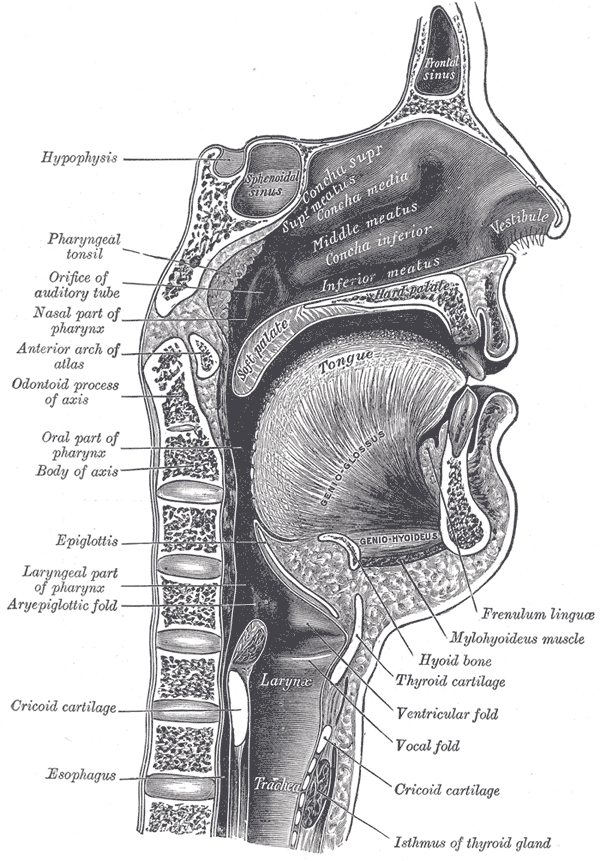
Sagittaal aanzicht van mond en farynx

### Orale voorbereidende fase
Bij de mens wordt in deze fase het voedsel gekauwd door op en neer gaande beweging van de onderkaak; het voedsel wordt daarbij in kleinere stukken gekauwd, bevochtigd door het speeksel met daarin ook spijsverteringsenzymen. De spieren van tong en wangen en de kauwspieren zijn hierbij in het bijzonder actief.
Bij veel dieren wordt deze fase overgeslagen: het voedsel wordt dan in zijn geheel ingeslikt.

### Orale transportfase (of "buccale" fase)
Als de voedselbrok klaar is voor de orale fase wordt deze eerst naar de achterkant van de tong verplaatst. Daarna gaat het voorste deel omhoog naar de alveolaire richel van het harde verhemelte om daarna samen te trekken in achterwaartse richting: de voedselbrok gaat naar de orofarynx. Hierna trekken de musculi styloglossus en palatoglossus samen, heffen de achterzijde van de tong evenals het zachte verhemelte op, om ontsnappen van het voedsel naar de neusholte te voorkomen. Deze fase is geheel willekeurig en verloopt via de nervus trigeminus, de nervus facialis en de nervus hypoglossus.

### Pharyngeale fase
In deze fase wordt de voedselbrok verplaatst van de orofarynx naar de slokdarm door achtereenvolgende samentrekkingen van de spieren eromheen. Het zachte verhemelte en de huig worden opgelicht door de musculus levator veli palatini. De gehemeltebogen aan weerszijden van de farynx bewegen dicht naar elkaar tussen de bovenste spieren zodat er maar een kleine voedselbrok kan passeren. Hierna worden larynx en tongbeen omhoog (door de musculus salpingopharyngeus) en naar voren getrokken naar het strotklepje om daarmee de musculus cricopharyngeus te ontspannen. Hierdoor wordt passief de ingang tot de larynx afgesloten, met gelijktijdige sluiting van de stembanden. Deze fase is passief en wordt aangestuurd door de nervus trigeminus, de nervus vagus, de nervus accessorius en de nervus hypoglossus. Het ademcentrum in de hersenstam wordt direct geremd door het slikcentrum gedurende het slikken: “deglutitieapneu”.

### Oesofageale fase
De bovenste slokdarmsfincter (kringspier) ontspant om het voedsel te laten passeren, waarna verschillende dwarsgestreepte spieren, verder peristaltiek en als laatste het ontspannen van de onderste slokdarmsfincter de voedselbrok, zelfs tegen de zwaartekracht in, naar de maag vervoeren.

## Klinische betekenis
Slikken kan bij ouderen een probleem worden: cerebrovasculaire accidenten (“beroertes”) en de ziekte van Alzheimer hebben vaak een nadelige invloed op het autonome zenuwstelsel en daardoor op het slikken. Logopedie wordt hiervoor vaak toegepast omdat spraak dezelfde neuromusculaire verbindingen gebruikt als slikken. Bij terminale patiënten wordt slikken vaak problematisch met het risico van ophopen van speeksel in de keelholte en eventueel in de longen.
Afwijkingen in mond en keel kunnen orofaryngeale dysfagie geven; dysfagie betekent slikstoornis.
Slikproblemen, of beter gezegd passageproblemen, door het niet goed ontspannen van de onderste slokdarmsficter noemt men achalasie.

## Bij dieren
Bij veel vogels is de slokdarm niet meer dan een stortkoker: meeuwen die een vis, of ooievaars die een kikker verschalken houden hun snavel omhoog waarna de prooi door de zwaartekracht, geholpen door kaken en tong, omlaag glijdt.
Bij vissen is de tong benig en weinig mobiel: de prooi worden naar achteren in de bek geholpen door water in de bek te zuigen en dit via de kieuwen naar buiten te spuiten.
Slangen bewegen de prooi hun bek in door te wrikken met hun kaken, waarna de golfbewegingen van het lichaam zelf de prooi verder het lichaam in stuwen.